# ماركو شولير
ماركو شولير (بالإيطالية: Marko Šuler) (مواليد 9 مارس 1983 في سلوفيني غراديتش) لاعب كرة قدم سلوفيني يلعب حاليا لصالح نادي غينت البلجيكي.

## مسيرته الكروية
لعب ماركو شولير خلال مسيرته الاحترافية مع 6 أندية في واحد وعشرون موسمًا وسجل خلالها 25 هدفًا ضمن 409 مباراة. حيث فاز في أربعة مواسم بالكأس وفي ثمانية مواسم بالدوري.
خاض ماركو شولير مسيرته مع NK Dravograd ‏ في موسم 2001–02 واستمر معه طيلة ثلاثة مواسم، مشاركًا في 47 مباراة ولم يسجل أي هدف. ثم انتقل إلى نادي غوريتسا في موسم 2004–05 ليلعب معه أربعة مواسم، حيث شارك في 107 مباراة سجل خلالها 7 أهداف. لينتقل بعدها إلى نادي غينت في موسم 2007–08 ليلعب معه خمسة مواسم، مشاركًا في 106 مباراة سجل خلالها 10 أهداف. ثم انتقل إلى نادي هابوعيل تل أبيب في موسم 2011–12 لمدة موسم واحد، مشاركًا في 15 مباراة ولم يسجل أي هدف. هذا وانتقل لاحقًا إلى نادي ليغيا وارسو في موسم 2012–13 ولمدة موسمين، مشاركًا في 7 مباريات ولم يسجل أي هدف أيضًا. ثم انتقل بعدها إلى نادي ماريبور في موسم 2013–14 ليلعب معه ستة مواسم، مشاركًا في 127 مباراة سجل خلالها 8 أهداف.

## روابط خارجية
- ماركو شولير على موقع الاتحاد الدولي (مؤرشف)  (الإنجليزية)
- ماركو شولير على موقع قاعدة بيانات كرة القدم.إي يو (الإنجليزية)
- ماركو شولير على موقع ناشيونال فوتبول تيمز (الإنجليزية)
- ماركو شولير على موقع عالم كرة القدم.نت (الإنجليزية)
- ماركو شولير على موقع AS.com (الإسبانية)